# Willem II van Weimar
Willem II van Weimar, de Grote, (ca. 945 - 24 december 1003) was de leidende edelman in Thüringen.
Willem was graaf van Weimar (963), de Altgau (967), de Helmegau (968) en de Viesichgau (974). Hij had bovendien grote persoonlijke bezittingen in de regio. Na de dood van keizer Otto II steunde hij de aanspraken van Hendrik II van Beieren (hertog), een oom van Otto II. Willem werd daarom in 984 door de aanhangers van Otto III belegerd in Weimar maar dat beleg werd afgebroken toen Hendrik naderde om hem te ontzetten. In 1002 steunde Willem Hendriks zoon, de latere keizer Hendrik II. Hij werd toen weer belegerd maar wist dat te doorstaan. Nadat Hendrik II keizer was geworden trad Willem op namens de landstreek Thüringen. In bronnen wordt hij zelfs hertog genoemd maar dat is praktisch onmogelijk omdat Thüringen geen hertogdom was. Willem wist de plicht van Thüringen om ieder jaar 500 varkens aan de koning te leveren te laten afschaffen, deze belasting had bestaan sinds het onafhankelijke koninkrijk Thüringen in 531 door de Franken was onderworpen. Willem ontving de koning nog op zijn kasteel en overleed korte tijd daarna. Hij is begraven in Naumburg (Saale).
Willem was zoon van Willem I (ca. 910 - 16 april 963). Die was graaf in het zuiden van Thüringen en koos in 953 de kant van de opstandige hertogen Liudolf van Zwaben en Koenraad de Rode. Willem I verloor daardoor zijn functies en werd verbannen naar Beieren maar in 956 werd hij in zijn ambten en bezittingen hersteld en verwierf nog meer functies.
Willem II trouwde met een onbekende vrouw en werd vader van:
- Willem III van Weimar
- Poppo I van Weimar
- Agnes, gehuwd met Frederik van Goseck, paltsgraaf van Saksen